# Havuts Tar
Havuts Tar (en armenio: Հավուց Թառ Վանք; y también Havuts Tar Vank; que se traduce como "Monasterio del Salvador") es un monasterio amurallado de los siglos XI al XIII y se encuentra en el valle del río Azat frente a los pueblos de Goght y Garni en la provincia de Kotayk (Armenia).

## Acceso
Se puede llegar con facilidad desde la reserva de Josrov. Un camino conduce directamente desde el lado izquierdo de la entrada de la reserva hasta el complejo monástico. A lo largo del camino pueden encontrarse diversos jachkares.  A poca distancia del monasterio hay un campo en el que se encuentra un gran jachkar y un pequeño monumento/santuario. Siguiendo el camino se llega a los muros y ruinas del complejo monástico. 

## Complejo monástico
Entre los muros del complejo de Havuts Tar se encuentra una iglesia, las ruinas de otro edificio adyacente, edificios monásticos situados alrededor de una porción de la muralla, estancias en el foso y una gran cámara subterránea. Hay numerosas inscripciones y hermosos grabados por todas partes. En el exterior de los muros hay restos de los cimientos de otras estructuras menores. la mayor parte del complejo se construyó entre los siglos XII y XIV. Tras ser destruido por un terremoto, el catholicós Astvatsatur Hamadantsi hizo que se reconstruyera a principios del siglo XVIII.

## Iglesia de Amenaprkich
Hacia el oeste y sobre una colina se encuentra la Iglesia de Amenaprkich (que puede verse desde el otro lado de la garganta a lo largo del camino que lleva al Templo de Garni, con algunas lápidas en sus cercanías.  El edificio está construido con una mezcla de color anaranjado y marrón. Junto a la iglesia principal hay otra pequeña estructura de color gris que se ha derrumbado parcialmente. Según Mkhitar Airivanatsy, Gevorg Marzpetuni mandó construir la iglesia de Amenaprkich en el siglo X.  Con posterioridad fue reconstruida en el 1013 por Gregorio Magistros, hijo de Vasak Pahlavuni como indican las inscripciones.
El monasterio se conoce por una breve visita de Abraham Kretatsi en octubre de 1734, mientras estaba al servicio del catholicós Abraham II. Tomó un monje como guía y pasó dos días en el lugar en su peregrinaje por varios monasterios.

## Galería

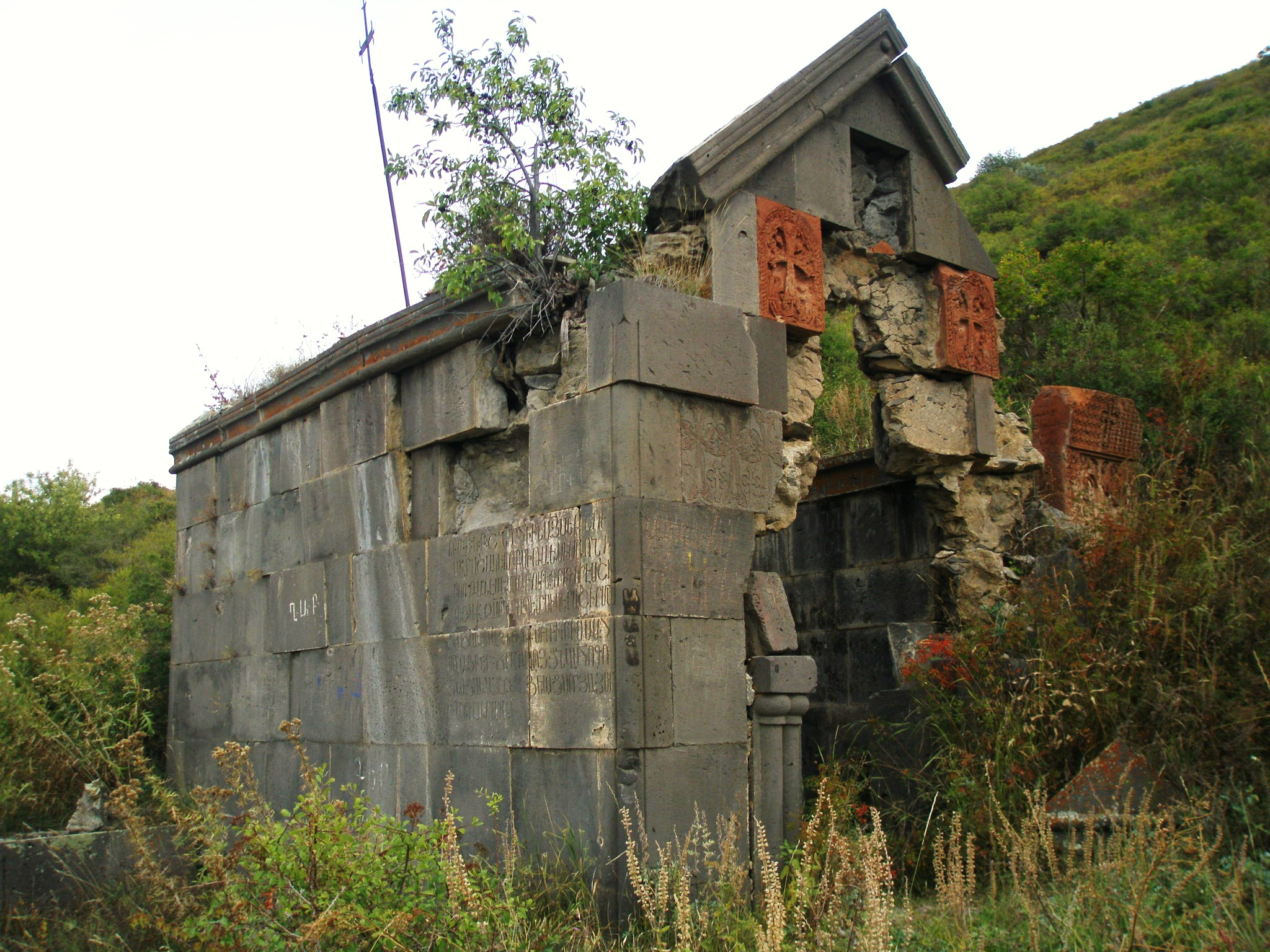
Capilla cercana a Havuts Tar.
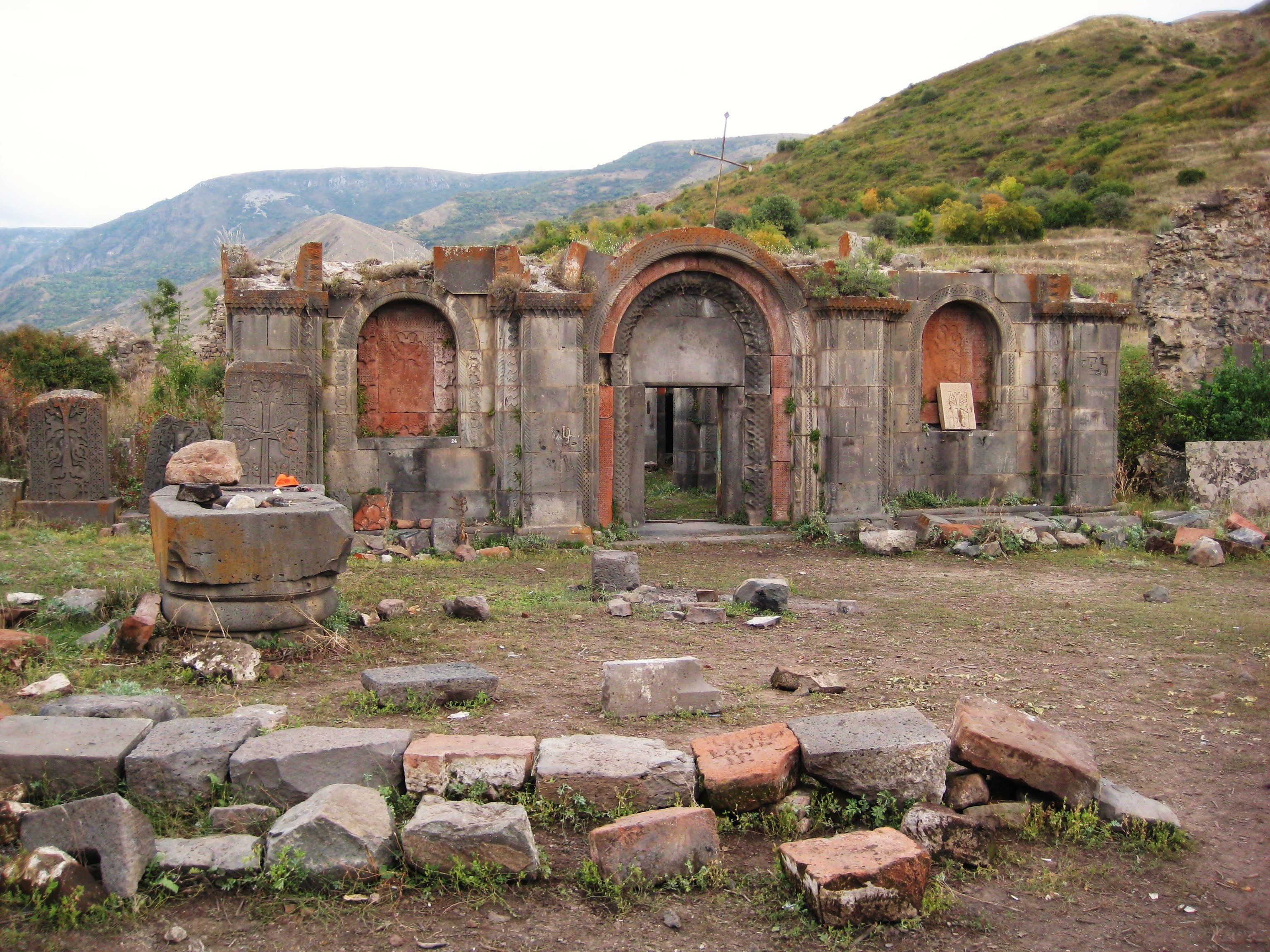
Iglesia dentro de los muros del complejo.
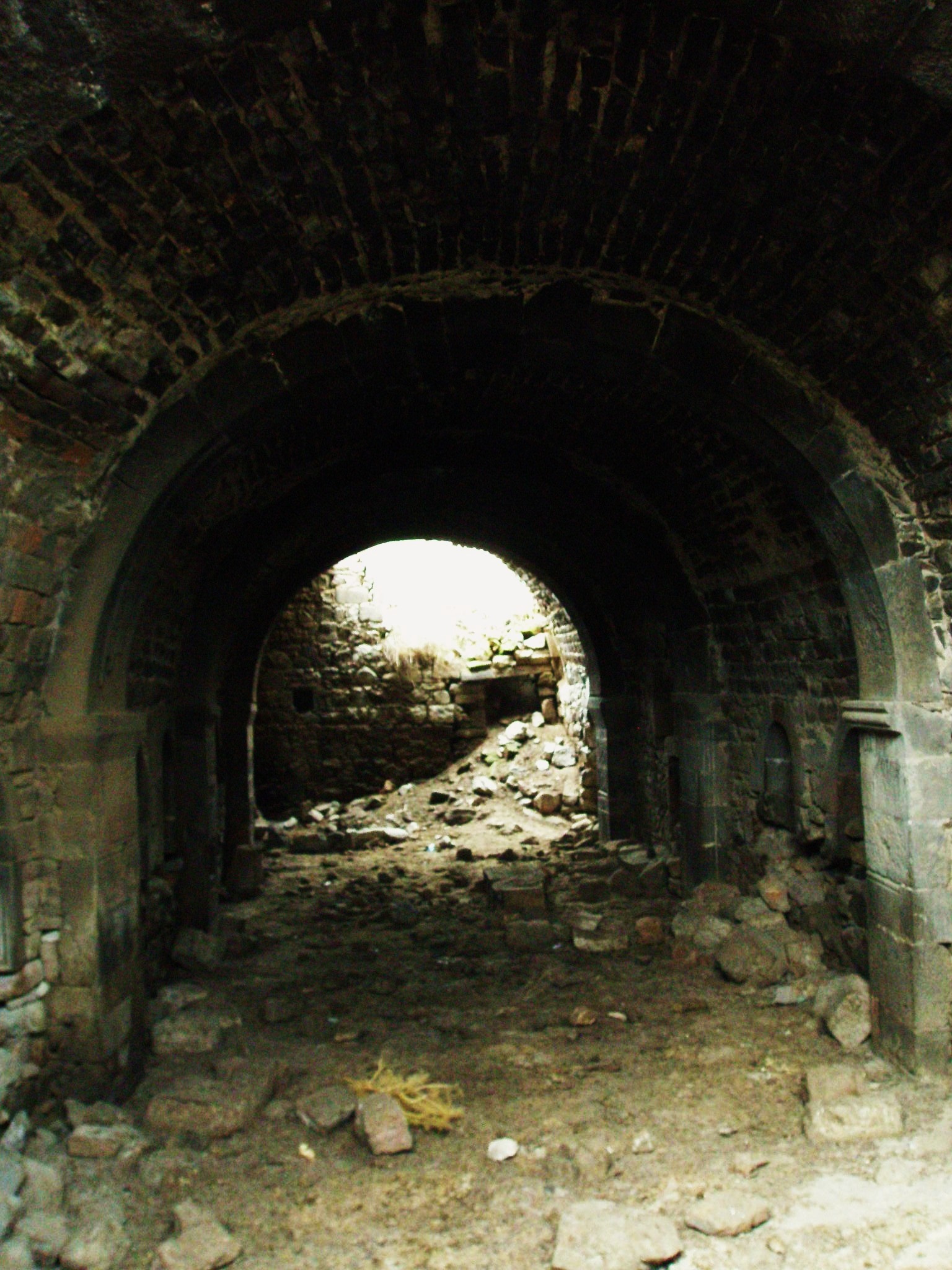
Cámara subterránea en el complejo.
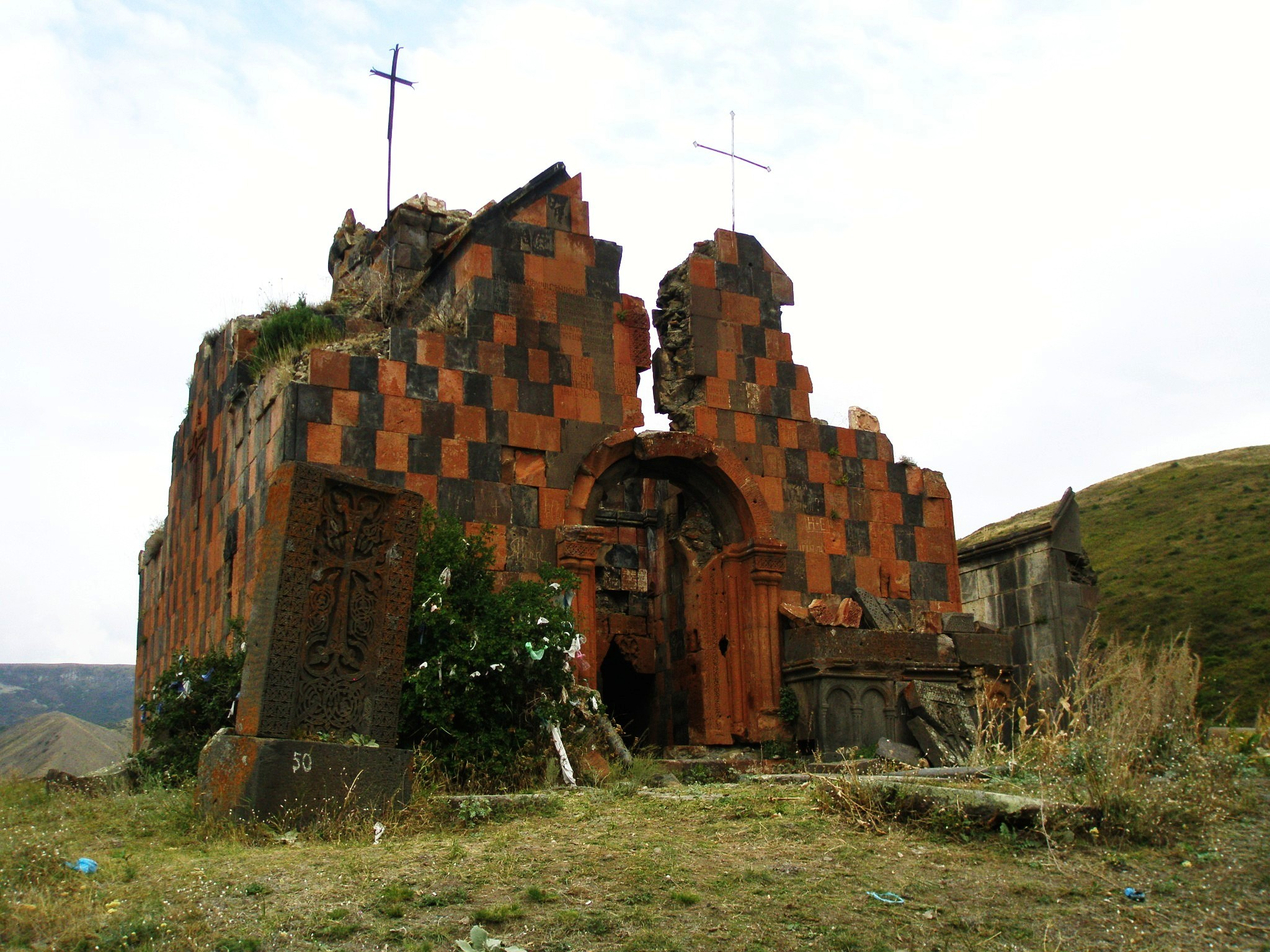
Iglesia de Amenaprkich.
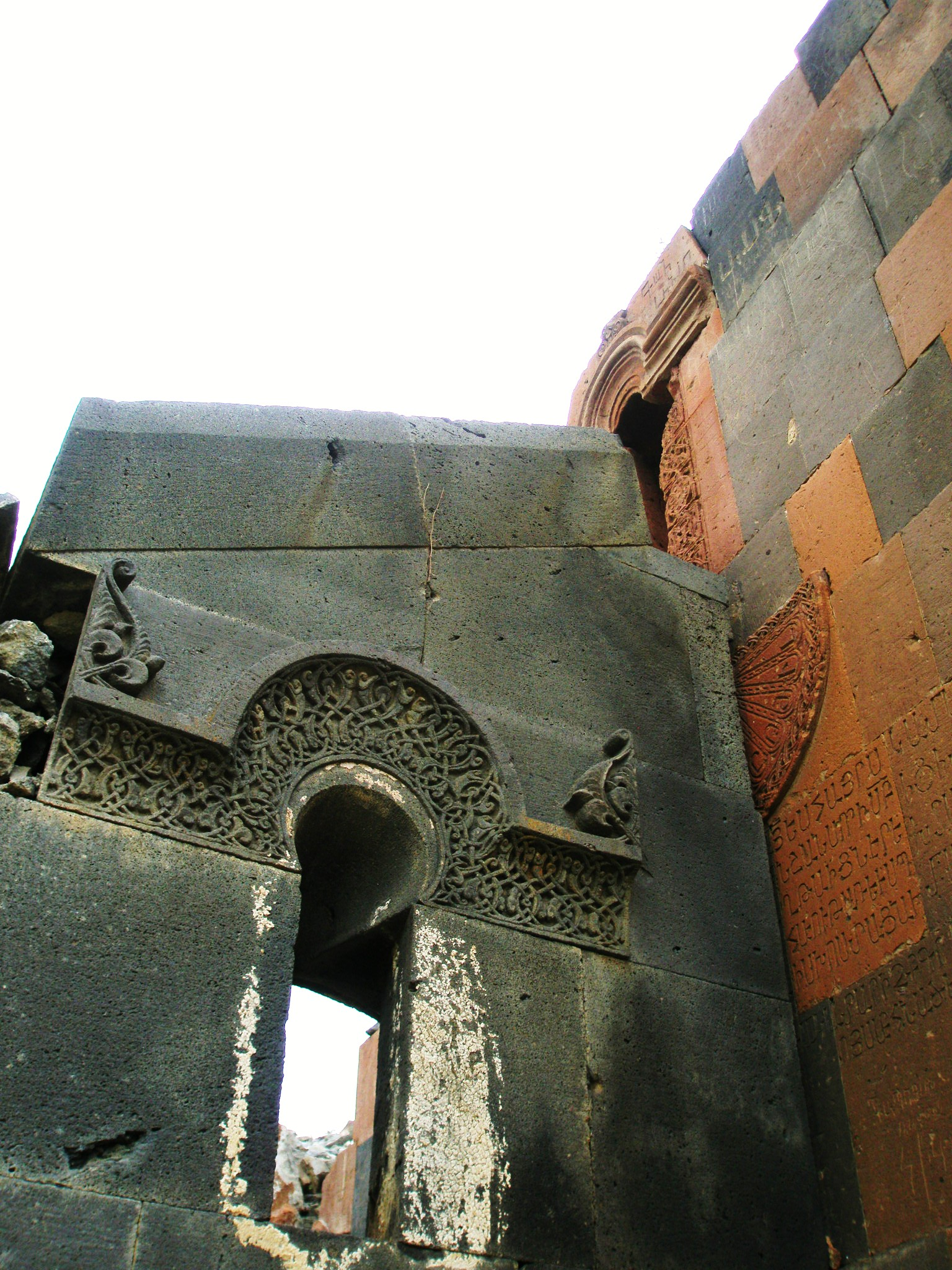
Detalle de la iglesia de Amenaprkich y la estructura adyacente.